# A Life Once Lost
A Life Once Lost – amerykański zespół, wykonujący metalcore i groove metal.

## Muzycy
- Robert Meadows – śpiew
- Robert Carpenter – gitara
- Douglas Sabolick (Snake Sustaine) – gitara
- Justin Graves – perkusja
- Vadim Taver – gitara
- Alin Ashraf – gitara basowa
- TJ de Blois – perkusja
- Nick Frasca – gitara basowa

## Dyskografia
- Open Your Mouth for the Speechless...In Case of Those Appointed to Die (2000, Robotic Empire)
- The Fourth Plague: Flies (2003, EP, Robotic Empire)
- A Great Artist (2003, Ferret Music)
- Hunter (2005, Ferret Music)
- Iron Gag (2007, Ferret Music)
- Ecstatic Trance (2007, Ferret Music)